# Paul King (regista)
Paul Thomas King (Chicago, 29 luglio 1978) è un regista e sceneggiatore britannico.
È noto per aver diretto i film Paddington (2014), Paddington 2 (2017) e Wonka (2023).

## Biografia
King si laureò al St Catharine's College dell'università di Cambridge nel 1999. A Cambridge conobbe Richard Ayoade, Matthew Holness e Alice Lowe, con cui collaborò per gli spettacoli teatrali Garth Marenghi's FrightKnight e Netherhead e per la serie televisiva Garth Marenghi's Darkplace di Channel 4. Tra il 2004 e il 2007 curò la regia della serie televisiva The Mighty Boosh. Nel 2009 scrisse e diresse il suo primo lungometraggio, Bunny and the Bull. Tra il 2010 e il 2011 diresse il falso documentario Come Fly With Me con Matt Lucas e David Walliams. Nel 2014 co-scrisse e diresse il film Paddington, per il quale fu candidato a due premi BAFTA. Nel 2017 ne diresse il sequel, Paddington 2.

## Filmografia parziale

### Regista

#### Cinema
- Bunny and the Bull (2009)
- Paddington (2014)
- Paddington 2 (2017)
- Wonka (2023)

#### Televisione
- The Mighty Boosh - serie TV (2004-2007)
- Come Fly with Me - serie TV (2010-2011)
- Space Force - serie TV, 2 episodi (2020)

### Sceneggiatore
- Bunny and the Bull (2009)
- Paddington (2014)
- Paddington 2 (2017)
- Wonka (2023)
- Paddington in Perù (2024)